# Бармино (Удмуртия)
Бармино — деревня в Вавожском районе Республики Удмуртии Российской Федерации. В рамках организации местного самоуправления входит  в муниципальный округ Вавожский район.

## География
Деревня расположена на западе республики на расстоянии примерно в 17 километрах по прямой к юго-востоку от районного центра Вавожа.

## История
До 9 мая 2021 года входила в состав Гурезь-Пудгинского сельского поселения.

## Население
| 2010 | 2012 |
| ---- | ---- |
| 0    | →0   |

Национальный состав
Согласно результатам переписи 2002 года, в национальной структуре населения русские составляли 80 % из 5 чел..

## Инфраструктура
Личное подсобное хозяйство с зоной сельскохозяйственного использования, индивидуальная застройка усадебного типа.

## Транспорт
Деревня доступна автотранспортом.